# 13 Reasons Why (série télévisée)
Cet article concerne la série télévisée. Pour le roman de Jay Asher, voir Treize raisons.
13 Reasons Why, ou Treize Raisons au Québec, est une série télévisée américaine développée par Brian Yorkey (en) d'après le roman Treize raisons de Jay Asher et diffusée du 31 mars 2017 au 5 juin 2020 dans le monde entier sur Netflix.

## Synopsis
Clay Jensen, un adolescent de dix-sept ans, reçoit une boîte contenant sept cassettes de la part d'une de ses amies, Hannah Baker, qui a mis fin à ses jours quelques semaines plus tôt.
Ces sept cassettes, composées chacune de deux faces à écouter, contiennent chacune une des treize raisons qui ont poussé Hannah Baker à prendre cette décision. Chaque face correspond également à une personne qu'elle considère comme responsable de son acte. Perturbé par la réception de ces cassettes, Clay va vite découvrir au fur et à mesure des révélations de Hannah que ses camarades ne sont pas vraiment ce qu'ils laissent paraître.

## Distribution

### Acteurs principaux
Note : Le tableau suivant répertorie uniquement les acteurs principaux, classés en fonction du nombre d'épisodes dans lesquels ils ont joué.
Légende :
En vert = Acteurs ayant le statut de principaux
En rouge = Acteurs ayant eu le statut de récurrents avant d'obtenir le statut de principal.
En bleu = Acteurs ayant eu ou possédant ensuite le statut d'invité.
| Acteur               | VF                                                     | Personnage                                  | Saison 1   | Saison 2   | Saison 3   | Saison 4   |
| -------------------- | ------------------------------------------------------ | ------------------------------------------- | ---------- | ---------- | ---------- | ---------- |
| Dylan Minnette       | Gauthier Battoue                                       | Clay Jensen                                 | Principal  | Principal  | Principal  | Principal  |
| Katherine Langford   | Florine Orphelin                                       | Hannah Baker                                | Principale | Principale |            | Invitée    |
| Christian Navarro    | Rémi Caillebot                                         | Antonio « Tony » Padilla                    | Principal  | Principal  | Principal  | Principal  |
| Alisha Boe           | Olga Sokolov (saison 1) Flora Kaprielian (saisons 2-4) | Jessica Davis                               | Principale | Principale | Principale | Principale |
| Brandon Flynn        | Garlan Le Martelot                                     | Justin Foley                                | Principal  | Principal  | Principal  | Principal  |
| Justin Prentice      | Maxime Baudouin                                        | Bryce Walker                                | Principal  | Principal  | Principal  | Principal  |
| Miles Heizer         | Arnaud Laurent                                         | Alexander « Alex » Standall                 | Principal  | Principal  | Principal  | Principal  |
| Ross Butler          | Benjamin Gasquet                                       | Zachary « Zach » Dempsey                    | Principal  | Principal  | Principal  | Principal  |
| Devin Druid          | David Dos Santos                                       | Tyler Down                                  | Principal  | Principal  | Principal  | Principal  |
| Amy Hargreaves       | Pamela Ravassard                                       | Lainie Jensen, la mère de Clay              | Principale | Principale | Principale | Principale |
| Kate Walsh           | Marie-Ève Dufresne                                     | Olivia Baker, la mère d'Hannah              | Principale | Principale | Invitée    |            |
| Brian d'Arcy James   | Thierry Garet                                          | Andrew « Andy » Baker, le père d'Hannah     | Récurrent  | Principal  |            |            |
| Derek Luke           | Jean-Alain Velardo                                     | Kevin Porter, le CPE de Liberty High School | Principal  | Principal  | Invité     |            |
| Timothy Granaderos   | Romain Altché                                          | Montgomery « Monty » de la Cruz             | Récurrent  | Récurrent  | Principal  | Principal  |
| Grace Saif (en)      | Edwige Lemoine                                         | Amorowat Anysia « Ani » Achola              |            |            | Principale | Principale |
| Brenda Strong        | Juliette Degenne                                       | Nora Walker, la mère de Bryce               |            | Récurrente | Principale | Invitée    |
| Mark Pellegrino      | Didier Cherbuy                                         | Bill Standall, le père d'Alex               | Récurrent  | Récurrent  | Récurrent  | Principal  |
| Tyler Barnhardt      | Antoine Fonck                                          | Charles « Charlie » St. George              |            |            | Récurrent  | Principal  |
| Deaken Bluman        | Benjamin Bollen                                        | Winston Williams                            |            |            | Récurrent  | Principal  |
| Jan Luis Castellanos | Simon Koukissa                                         | Diego Torres                                |            |            |            | Principal  |
| Gary Sinise          | Bernard Gabay                                          | Dr Robert Ellman                            |            |            |            | Principal  |

Photos des acteurs principaux
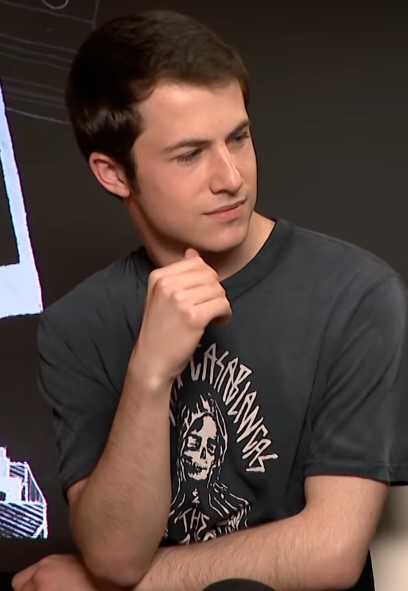
Dylan Minnette interprète Clay Jensen
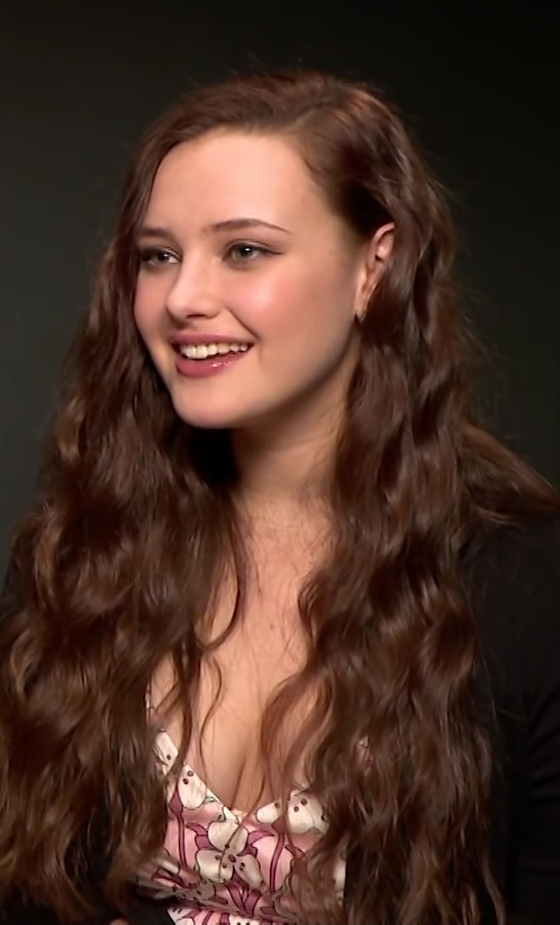
Katherine Langford interprète Hannah Baker
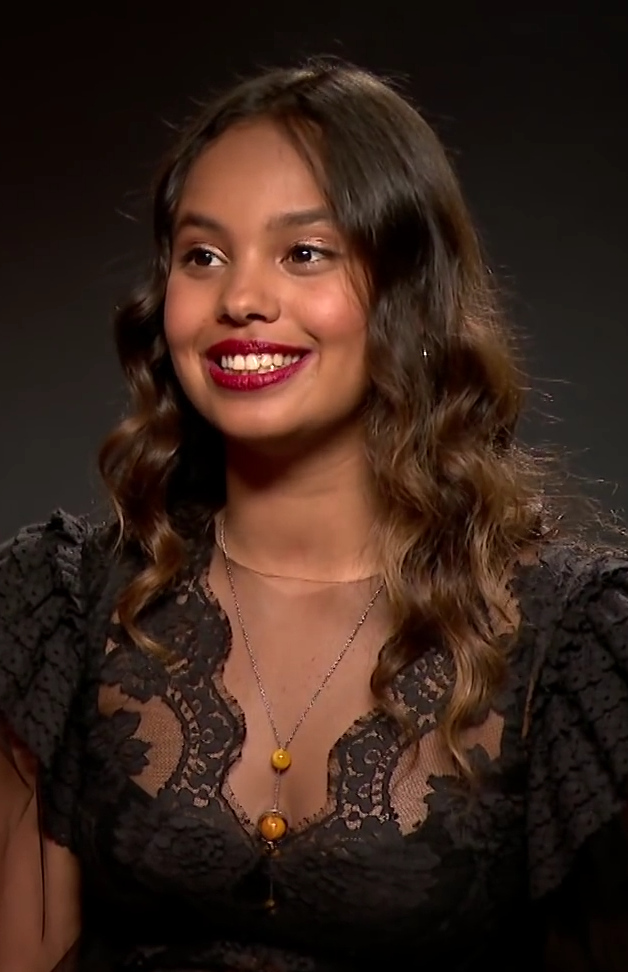
Alisha Boe interprète Jessica Davis
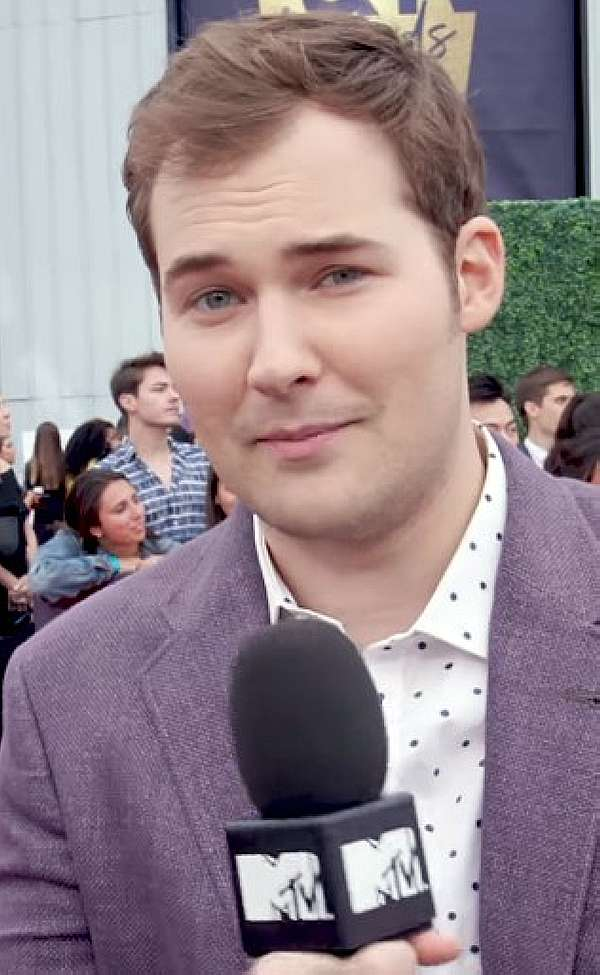
Justin Prentice interprète Bryce Walker
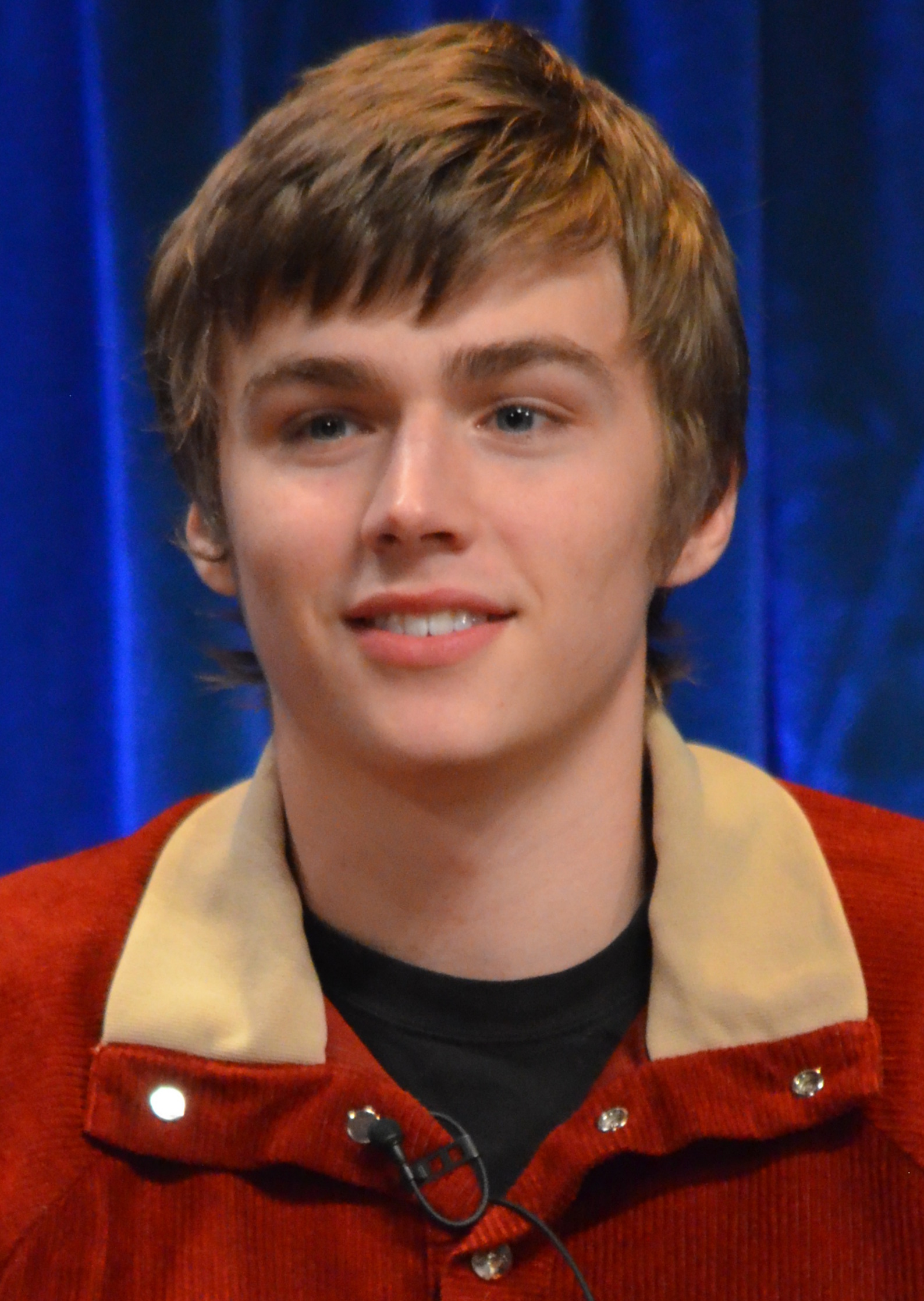
Miles Heizer interprète Alex Standall
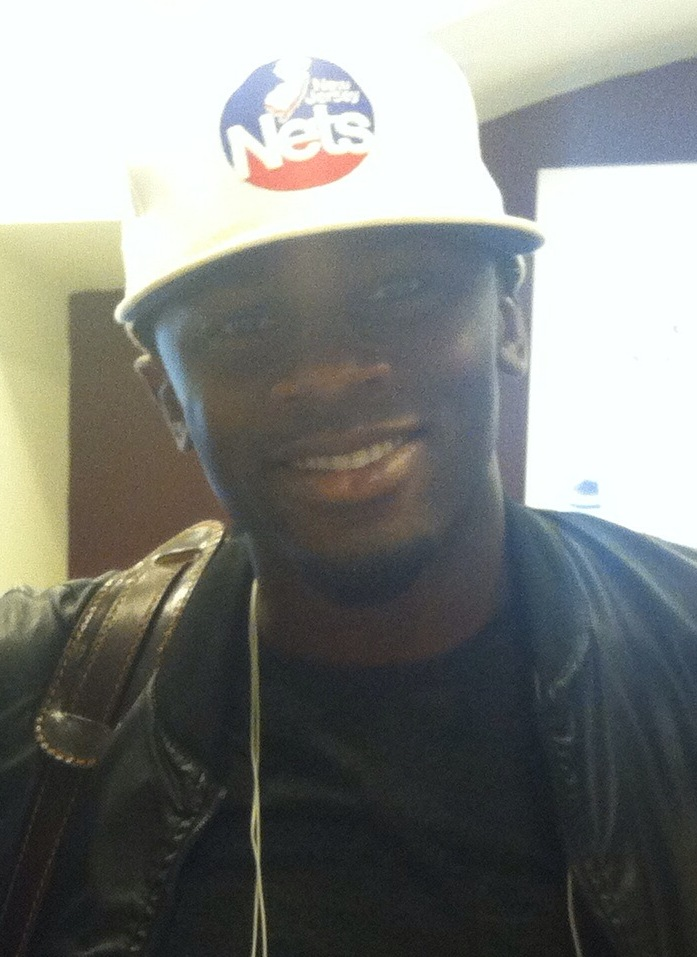
Derek Luke interprète le CPE Kevin Porter
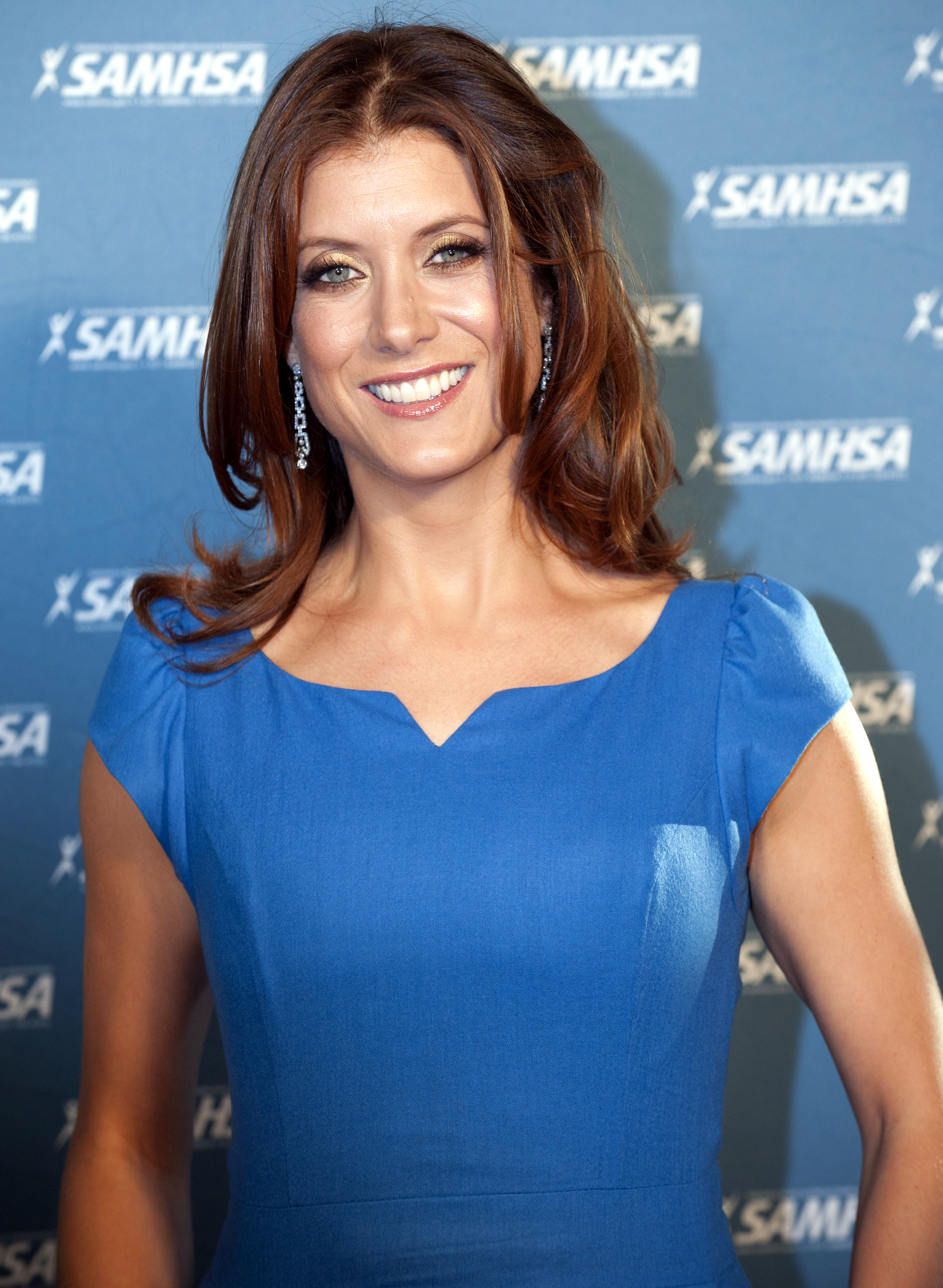
Kate Walsh interprète Olivia Baker
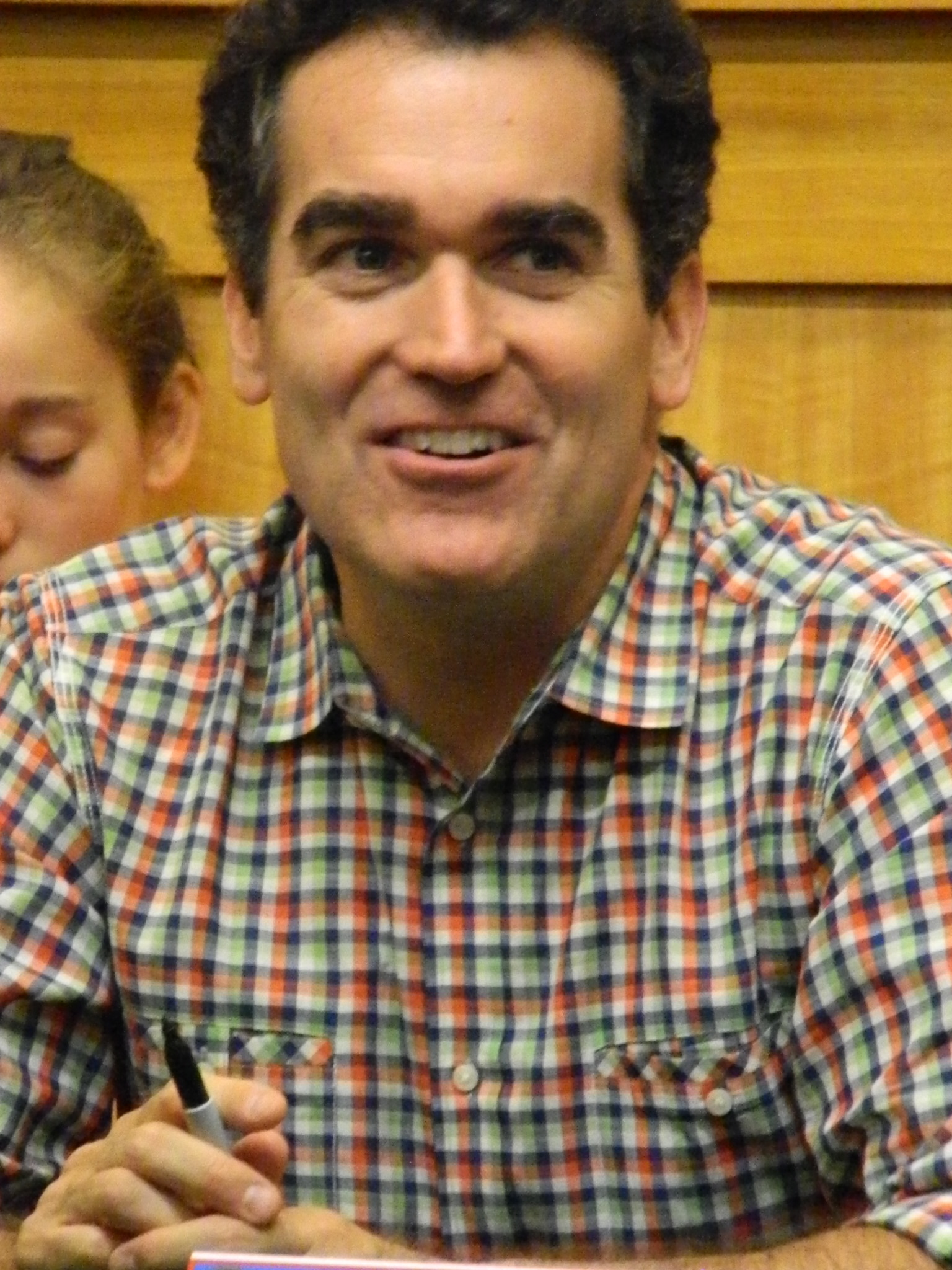
Brian d'Arcy James interprète Andy Baker
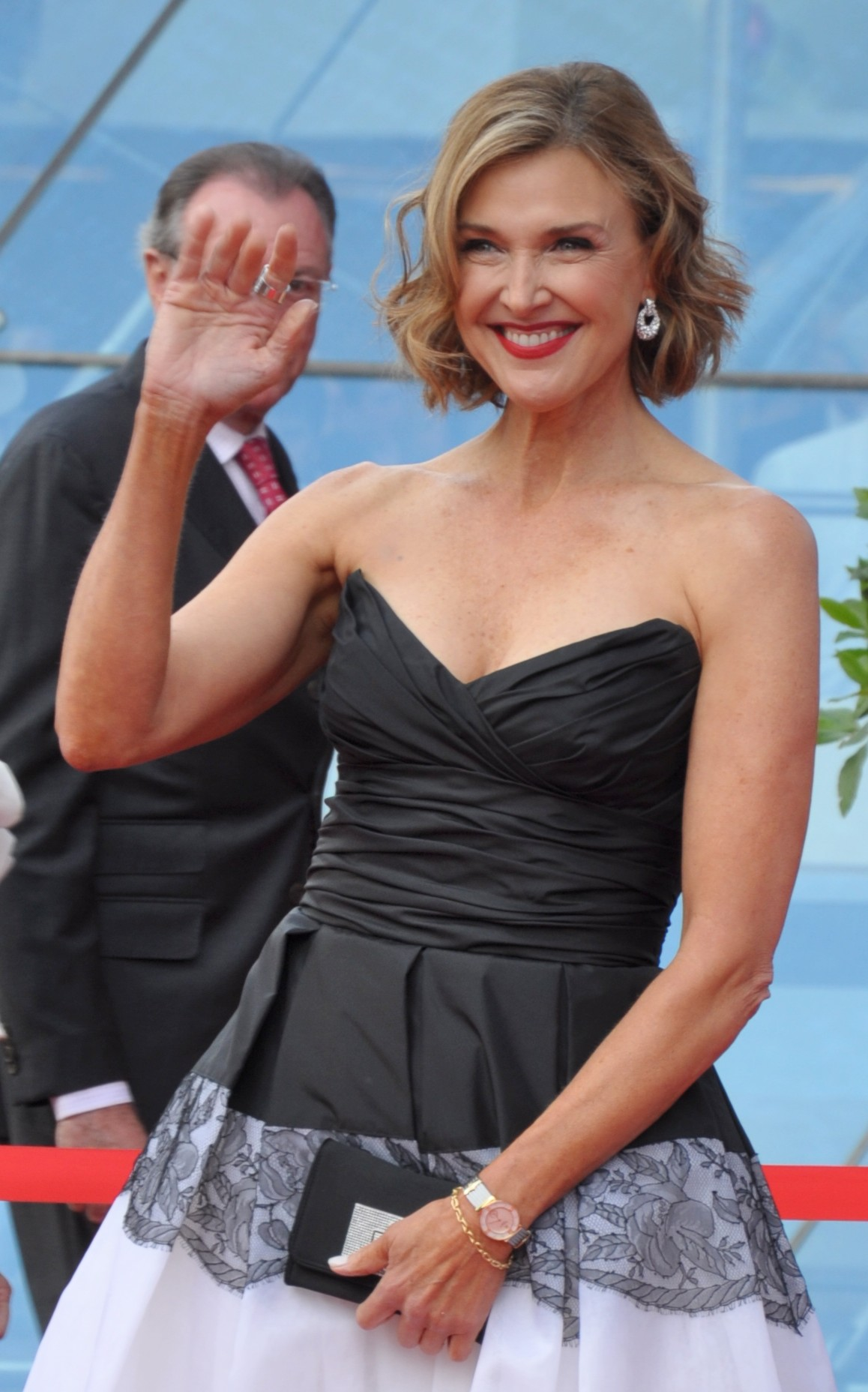
Brenda Strong interprète Nora Walker
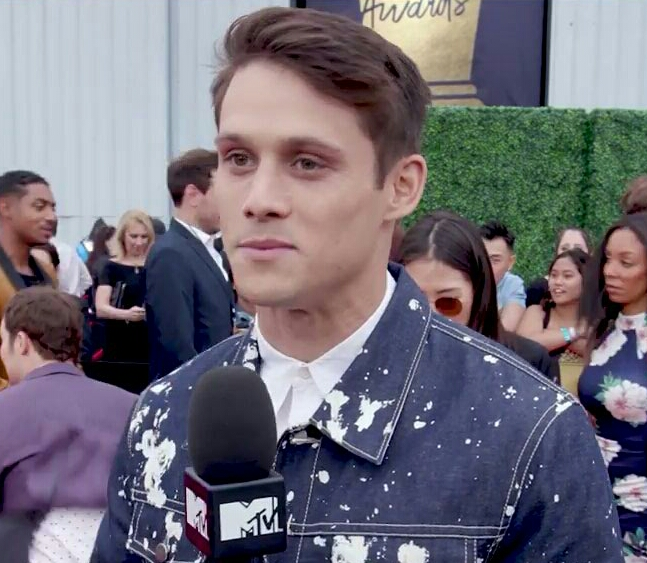
Timothy Granaderos interprète Montgomery de la Cruz
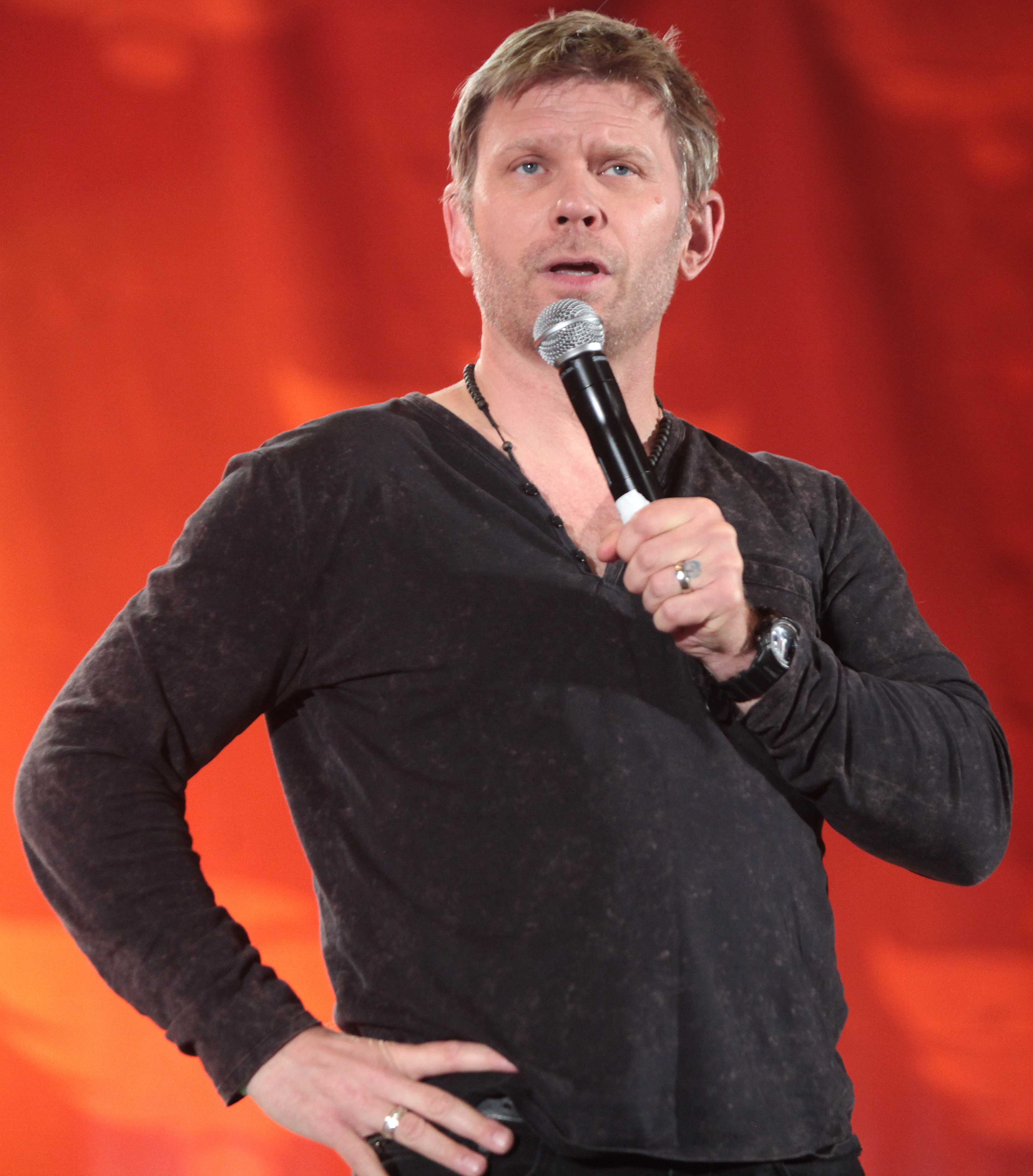
Mark Pellegrino interprète Bill Standall
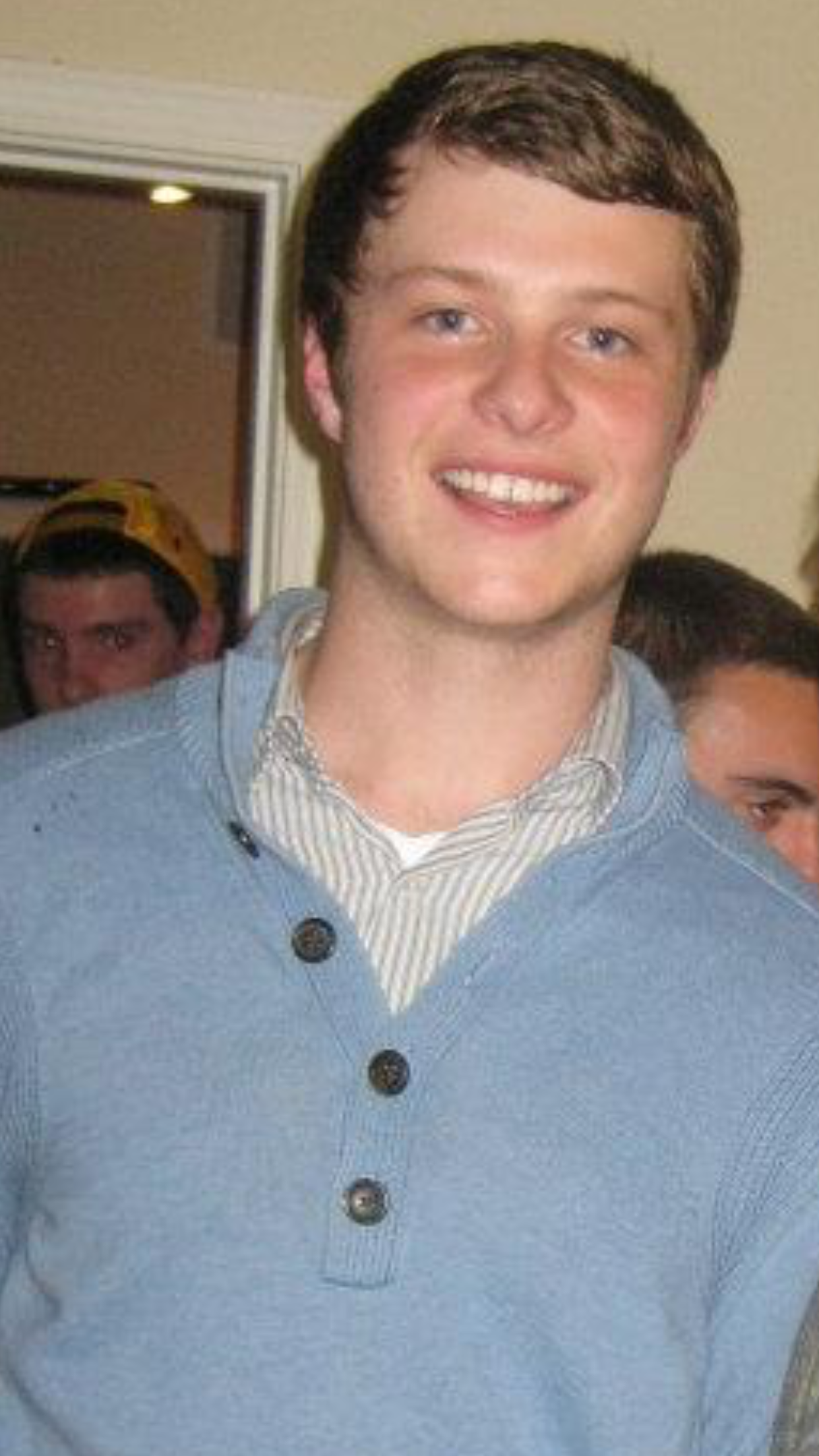
Tyler Barnhardt interprète Charlie St. George
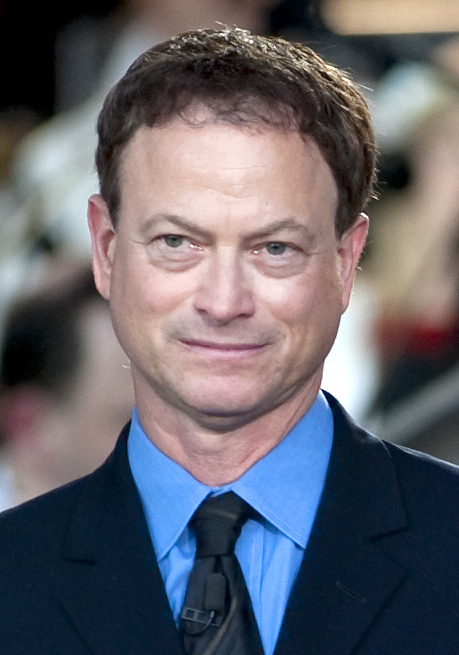
Gary Sinise interprète le Dr Robert Ellman

### Acteurs récurrents

#### Introduits lors de la première saison
- Josh Hamilton (VF : Frédéric Popovic) : Matt Jensen, le père de Clay (saisons 1 à 4)
- Steven Weber (VF : Michel Larroussi) : Gary Bolan, le principal de Liberty High School (saisons 1 à 4)
- Joseph C. Phillips (VF : Pascal Germain) : Greg Davis (saisons 1 à 4)
- Michele Selene Ang (VF : Claire Baradat) : Courtney Crimsen (saisons 1 à 3, invitée saison 4)
- Tommy Dorfman (VF : Vincent de Bouard) : Ryan Shaver (saisons 1 et 2, invité saison 4)
- Steven Silver (VF : Gwenaël Sommier) : Marcus Cole (saisons 1 et 2)
- Ajiona Alexus (VF : Charlotte Hervieux) : Sheri Holland (saisons 1 et 2)
- Sosie Bacon (VF : Delphine Saley) : Skye Miller (saisons 1 et 2)
- Brandon Larracuente (VF : Geoffrey Loval) : Jeff Atkins (saisons 1 et 2)
- Wilson Cruz (VF : Antoine Fleury) : Dennis Vasquez (saisons 1 à 3)
- Tom Everett Scott (VF : Thomas Anberré) : M. Down (saisons 1 à 3)
- Maria Dizzia (VF : Catherine Privat) : Mme Down (saisons 2 et 3, invité saison 1)
- Keiko Agena (VF : Françoise Escobar) : Pam Bradley (saisons 1 et 2)
- Gary Perez (VF : Serge Biavan) : Arturo Padilla (saisons 1 et 3, invité saison 4)
- Dorian Lockett (VF : Nicolas Justamon) : Coach Patrick (saison 1, invité 2)
- Jackie Geary (VF : Audrey Sourdive) : Amber Foley (saisons 1 et 2)
- Matthew Alan (VF : Romain Altché) : Seth (saisons 1 à 3)
- Robert Gant (VF : Pierre Tessier) : Todd Crimsen (saison 1, invité saison 2)
- Kimiko Gelman (VF : Guylène Ouvrard) : la principale-adjointe Jane Childs (saisons 1 et 2)
- Henry Zaga (VF : Alexandre Guansé) : Brad (saison 1)
- Giorgia Whigham (VF : Zina Khakhoulia) : Kat (saison 1)
- Cindy Cheung (VF : Rachel Ruello) : Karen Dempsey (saisons 1 et 2, invitée saison 3)
- Andrea Roth (VF : Karine Texier) : Noelle Davis (saison 2, invitée saison 1)
- Brittany Perry-Russell (VF : Anne-Charlotte Piau) : Tracy Porter (saison 2, invitée saison 1)

#### Introduits lors de la deuxième saison
- Anne Winters (VF : Céline Legendre-Herda) : Chloé Rice (saisons 2 à 4)
- Bryce Cass (VF : Julien Allouf) : Cyrus (saisons 2 à 4)
- R.J. Brown (VF : Jeff Esperansa) : Caleb (saisons 2 à 4)
- Austin Aaron (VF : Tristan Le Doze) : Luke Holliday (saisons 2 à 4)
- Meredith Monroe (VF : Annie Kavarian) : Carolyn Standall (saisons 2 à 4)
- Parminder Nagra (VF : Isabelle Desplantes) : Priya Singh (saisons 2 et 3, invitée saison 4)
- Chelsea Alden (VF : Audrey Le Bihan) : Mackenzie (saisons 2 et 3)
- Jake Weber (VF : Cédric Ingard) : Barry Walker (saison 2, invité saison 3)
- Allison Miller (VF : Sara Viot) : Sonya Struhl (saison 2)
- Brandon Butler (VF : Alexis Baudry) : Scott Reed (saison 2, invité saison 4)
- Samantha Logan (VF : Pauline Smile) : Nina Jones (saison 2)
- Kelli O'Hara (VF : Rafaèle Moutier) : Jackie (saison 2)
- Ben Lawson (VF : Christophe Seugnet) : le coach Rick Wlodimierz (saison 2)
- Richard Gross (VF : Bertrand Dingé) : le juge Martin Campbell (saison 2)
- Spence Moore II (VF : Fred Colas) : Michael (saison 2)

#### Introduits lors de la troisième saison
- Benito Martinez (VF : Emmanuel Gradi) : Shérif Diaz (saisons 3 et 4)
- Brandon Scott (VF : Jean-Michel Vaubien) : le coach J.J. Kerba (saisons 3 et 4)
- Nana Mensa (VF : Marie Bouvier) : Amara Josephine Achola (saison 3, invitée saison 4)
- Hart Denton (VF : Adrien Larmande) : Dean Holbrook
- Bex Taylor-Klaus (VF : Alice Taurand) : Casey Ford
- Raymond J. Barry (VF : Achille Orsoni) : Harrison Chatham
- Marcus DeAnda (VF : Guillaume Bourboulon) : M. de la Cruz
- Ian Ousley : Robby Corman

#### Introduits lors de la quatrième saison
- Inde Navarrette (VF : Alexia Papineschi) : Estela de la Cruz
- Reed Diamond (VF : Gérard Darier) : Hansen Foundry
- Matt Passmore (VF : Yannick Blivet) : Shérif Ted
- Yadira Guevara-Prip (VF : Pauline Ziadé) : Valerie Diaz
- Veronica St. Clair : Heidi

Version française
- Société de doublage : BTI Studios[2],[3]
- Direction artistique : Annabelle Roux[2],[3]
- Adaptation des dialogues : Romain Hammelburg, Jean-Hugues Courtassol, Cyrielle Roussy, Hélène Jaffrès, Sophie Vandewalle et Charlotte Loisier[2]

 Source et légende : version française (VF) sur RS Doublage et Doublage Séries Database

## Production

### Développement
Le 8 février 2011, le studio Universal Pictures annonce l’acquisition des droits d'adaptation du roman Treize raisons de Jay Asher pour l'adapter au cinéma. La chanteuse Selena Gomez rejoint le projet pour le rôle principal de Hannah Baker. Tom McCarthy devait réaliser le film, mais le projet de film ne dépasse jamais le développement et est par la suite définitivement annulé.
Le 29 octobre 2015, Paramount Television récupère les droits d'adaptation du roman et la plateforme Netflix annonce qu'elle diffusera cette adaptation télévisée qui sera développée par Brian Yorkey avec la participation de Selena Gomez en tant que productrice exécutive.
Le 25 janvier 2017, Netflix annonce que la première saison, composée de treize épisodes, sera disponible à partir du 31 mars 2017 sur sa plateforme,.
Le 7 mai 2017, Netflix annonce une deuxième saison composée de treize épisodes dont la mise en ligne est prévue pour le 18 mai 2018.
Le 6 juin 2018, le service annonce le renouvellement de la série pour une troisième saison prévue pour le 23 août 2019,.
Le 1er août 2019, avant même la diffusion de la troisième saison sur leur plateforme, Netflix prolonge la série pour une quatrième et dernière saison prévue pour 2020.
Le 16 novembre 2019, le service annonce le commencement du tournage de la série pour la quatrième et dernière saison. Le tournage de cette saison s'est terminée le 18 décembre 2019 annoncé par l'acteur Christian Lee Navarro sur Instagram.
Le 11 mai 2020, Netflix annonce la sortie de la quatrième et dernière saison de la série pour le 5 juin 2020.

### Distributions des rôles
Le 8 juin 2016, Dylan Minnette et Katherine Langford rejoignent la série dans les rôles respectifs de Clay et Hannah. Le jour même plusieurs acteurs sont annoncés au sein de la distribution avec les arrivés de Brandon Flynn sous les traits de Justin, Christian Navarro obtient le rôle de Tony, Alisha Boe tiendra le rôle de Jessica, Justin Prentice sera Bryce, Devin Druid jouera Tyler, Miles Heizer sera Alex et Ross Butler sera Zach.
Le 10 juin 2016, Kate Walsh, rejoint la série en obtenant le rôle de la mère de Hannah et Derek Luke, celui de M. Porter, un conseiller d'éducation.
Le 15 juin 2016, Brian d'Arcy James est annoncé dans le rôle de M. Baker, le père de Hannah.
Le 23 juin 2016, Amy Hargreaves rejoint la distribution dans le rôle de Mme Jensen, la mère de Clay.
Le 1er juin 2018, Katherine Langford annonce son départ de la série en cas de renouvellement pour une troisième saison, considérant l'histoire de son personnage bouclée.
Le 7 septembre 2018, les acteurs Timothy Granaderos et Brenda Strong sont promus aux rangs d'acteurs principaux.
Le 5 septembre 2019, l'acteur Gary Sinise intègre la  distribution principale de la série pour y interpreter le docteur Robert Ellman, le thérapeute de Clay qui l'aidera à accepter l'aide dont il a besoin pour lutter contre l'anxiété, le chagrin et la dépression et devrait apparaître dans chaque épisode de la saison 4.
En février 2020, l'acteur Jan Luis Castellanos intègre la distribution principale pour interpréter Diego Torres, le leader d'une équipe de football divisée qui tombe amoureux de Jessica Davis.

### Tournage

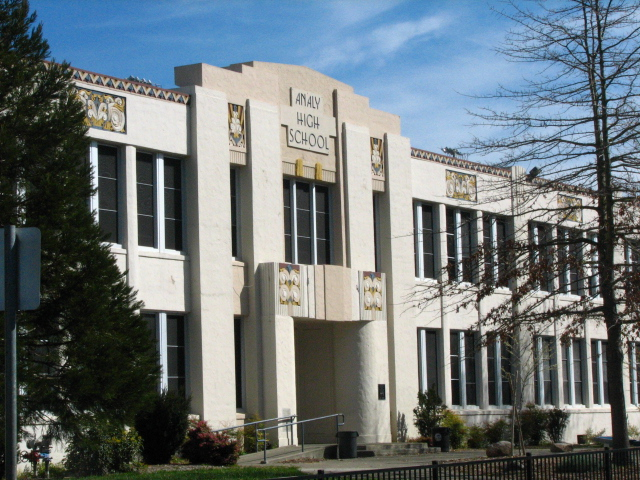
Analy High School (Sebastopol) servant de décor pour le Liberty High School.

Le tournage de la première saison s'est déroulé en Californie du Nord, de juin à novembre 2016. Le tournage se déroule principalement dans trois villes de la Baie de San Pablo : Vallejo, San Rafael et Sebastopol.
La maison des Jensen est située au 231 Bayview Street à San Rafael, et le Analy High School à Sebastopol représente le Liberty High School. Les devantures des principales boutiques ont été tournées à Vallejo : Chez Monet au 451 Virginia Street, le cinéma du Crestmont au 333 Georgia Street, et le Baker's Drug Store au 419 Georgia Street. Le Blue Spot, lui, se situe au 1015 Tamalpais Avenue, la maison des Walker au 120 Mountain View Avenue, et le parc avec son toboggan au Bret Harte Park, tous trois situés à San Rafael. Le cimetière où Hannah est inhumé est filmé quant à lui au Fernwood Cemetery, à Mill Valley. Les points de vue sur la baie et sur les Carquinez Bridge sont tournés au-dessus de la jetée d'Eckley, à Crockett,,.
Le tournage de la saison deux s'est déroulé de juin 2017 à décembre 2017.
Le tournage de la saison trois s'est déroulé d’août 2018 à février 2019.
Le tournage de la quatrième saison s'est déroulé entre juillet et décembre 2019.

## Fiche technique
- Titre original : 13 Reasons Why
- Titre québécois : Treize Raisons
- Développement : Brian Yorkey (en), d'après le roman Treize raisons (Thirteen Reasons Why) de Jay Asher
- Direction artistique : William Budge
- Décors : Doni McMillan
- Costumes : Caroline B. Marx
- Photographie : Ivan Strasburg et Andrij Parekh
- Montage : Leo Trombetta, Daniel Gabbe et Matthew Ramsey
- Musique : Eskmo
- Casting : Barbara Fiorentino
- Productions : Joseph Incaprera
- Productions exécutive : Selena Gomez, Steve Golin, Kristel Laiblin, Benjamin Dherbecourt, Tom McCarthy, Diana Son, Michael Sugar, Mandy Teefey, Joy Gorman Wettels et Brian Yorkey
- Sociétés de production : July Moon Productions, Kicked to the Curb Productions, Anonymous Content et Paramount Television
- Société de distribution : Netflix (TV) ; Paramount Television (Globale)
- Pays d'origine :  États-Unis
- Langue originale : anglais
- Format : couleur
- Genre : Série dramatique
- Durée : 49-61 minutes
- Dates de première diffusion :
  -  : 31 mars 2017
- Restriction du public :
  - En France : déconseillé aux moins de 16 ans 
  - Aux États-Unis : TV-MA (déconseillé aux moins de 17 ans)

## Épisodes

### Première saison (2017)
1. Cassette 1, face A (Tape 1, Side A)
2. Cassette 1, face B (Tape 1, Side B)
3. Cassette 2, face A (Tape 2, Side A)
4. Cassette 2, face B (Tape 2, Side B)
5. Cassette 3, face A (Tape 3, Side A)
6. Cassette 3, face B (Tape 3, Side B)
7. Cassette 4, face A (Tape 4, Side A)
8. Cassette 4, face B (Tape 4, Side B)
9. Cassette 5, face A (Tape 5, Side A)
10. Cassette 5, face B (Tape 5, Side B)
11. Cassette 6, face A (Tape 6, Side A)
12. Cassette 6, face B (Tape 6, Side B)
13. Cassette 7, face A (Tape 7, Side A)

### Deuxième saison (2018)
1. Premier Polaroid (The First Polaroid)
2. Deux filles qui s'embrassent (Two Girls Kissing)
3. Juste une salope ivre (The Drunk Slut)
4. Deuxième Polaroid (The Second Polaroid)
5. La Traceuse de terrain (The Chalk Machine)
6. Le Sourire au bout du quai (The Smile at the End of the Dock)
7. Troisième Polaroid (The Third Polaroid)
8. Notre petite fille (The Little Girl)
9. La Page arrachée (The Missing Page)
10. Souriez, salopes ! (Smile Bitches !)
11. Bryce et Chloe (Bryce + Chloe)
12. La Boîte de polaroids (Box of Polaroids)
13. Au revoir (Bye)

### Troisième saison (2019)
1. Je suis la nouvelle (Yeah I'm The New Girl)
2. Tout le monde ment (If You're Breathing You're a Liar)
3. Rien ne distingue les gentils des méchants (The Good Person is Indistinguishable from the Bad)
4. Un homme, jeune et en colère (Angry, Young and Man)
5. Personne n'est clean (Nobody's Clean)
6. Le chagrin révèle l'homme (You Can Tell the Heart of a Man by How He Grieves)
7. Clay Jensen pose un certain nombre de problèmes (There Are a Number of Problems With Clay Jensen)
8. Au lycée, tu ne sais jamais qui est de ton côté (In High School, Even on a Good Day, It's Hard to Tell Who's On Your Side)
9. Une mauvaise nouvelle chasse l'autre (Always Waiting for the Next Bad News)
10. L'étau se resserre (The World Closing In)
11. Je ne vous ai pas tout dit (There Are a Few Things I Haven't Told You)
12. Chronique d'un cataclysme annoncé (And Then the Hurricane Hit)
13. Laisse les morts enterrer les morts (Let the Dead Bury the Dead)

### Quatrième saison (2020)
1. Les Vacances de Noël (Winter Break)
2. La Découverte du campus (College tour)
3. La Saint-Valentin (Valentine's Day)
4. Le Weekend camping (Senior Camping Trip)
5. La Soirée (House Party)
6. Jeudi (Thursday)
7. L'Entretien (College Interview)
8. Admis ou rejetés (Acceptance/Rejection)
9. Le Bal de promo (Prom)
10. La Remise des diplômes (Graduation)

## Bandes-originales
La bande-originale de la première saison est sortie le 31 mars 2017 chez Interscope Records. Elle contient plusieurs chansons utilisées dans la série.
Une autre bande-originale, contenant cette fois-ci les thèmes musicaux composés par Eskmo est sortie le même jour, toujours chez Interscope Records.

## Autour de la série

### 13 Reasons Why: Au-delà des raisons
Simultanément à la mise en ligne de la première saison, Netflix a mis en ligne un documentaire intitulé 13 Reasons Why : Au-delà des raisons (13 Reasons Why: Beyond the Reasons). Ce documentaire analyse la série et ce que traverse Hannah mais aborde aussi le sujet du harcèlement dans la vie réelle. Plusieurs acteurs de la série interviennent au cours de ce documentaire mais aussi l'équipe de la série, dont Selena Gomez, la productrice exécutive de la série, ainsi que des professionnels du sujet.
Pour la deuxième saison, un second documentaire prenant cette fois-ci la forme d'un talk-show a également été diffusé.

### Controverses
À la suite de son succès, la série a suscité une controverse liée à sa représentation du suicide obligeant Netflix à insérer un avertissement au début de tous les épisodes, alors que seulement certains épisodes bénéficiaient de ce genre d'avertissement lors de la mise en ligne de la série. Une école en Floride a annoncé connaître une hausse des tentatives de suicide à la suite de la diffusion de la série et avoir décidé de prévenir les parents d'élèves concernant les dangers que représentait la série.
Une association australienne a aussi publié un avertissement concernant la représentation réaliste du suicide dans la série à la suite des nombreux appels reçus après la diffusion de la série.
Au Canada, une école primaire a publié un communiqué à destination des parents des élèves les plus jeunes pour leur demander de prévenir leurs enfants de ne pas discuter de la série à l'école à cause de son contenu mature et violent. En Nouvelle-Zélande, pays ayant le plus grand taux de suicide entre 2009 et 2012, la série a été interdite aux moins de 18 ans.
Le mouvement MeToo a mis en cause Jay Asher en 2017 : l'auteur est accusé de harcèlement sexuel à la suite d'une enquête parue le 3 janvier 2018 dans le School Library Journal. Si plusieurs auteurs et écrivains sont clairement cités, l'identité de Jay Asher ne figure pas dans la liste. Mais l'auteur a été dénoncé par des commentaires anonymes. Conséquences de ce scandale, l'écrivain a été renvoyé de la Society of Children's Book Writers and Illustrators (SCBWI) en 2017. Il a été chassé de son agence littéraire, la Andrea Brown Literary Agency, et banni d'une conférence à Oakland en Californie, à laquelle il devait assister en mai 2018. Netflix a également communiqué pour dire qu'il ne participerait pas à la deuxième saison de la série télévisée adaptée de son roman 13 Reasons Why. Jay Asher nie toutes les accusations, proclamant dans une tribune d'un journal californien que cette histoire de harcèlement est fausse et qu'il n'est d'ailleurs jamais nommé dans les enquêtes publiées sur le sujet. Thomas Vincy commente : « L'ironie est dans le sujet même de son best-seller 13 Reasons Why. Le roman jeunesse raconte l’histoire d’une jeune fille qui se suicide. Elle laisse 13 cassettes pour expliquer son geste et désigner les personnes responsables de sa dépression, notamment à cause de harcèlement sexuel. »
Deux ans après la sortie de la série sur la plateforme Netflix, la scène du suicide de Hannah (saison 1) est supprimée : « Suivant l’avis d’experts médicaux, dont celui du docteur Christine Moutier, responsable médicale de la Fondation américaine pour la prévention du suicide, nous avons décidé, avec l’accord du créateur de la série Brian Yorkey et de ses producteurs, de supprimer la scène de la saison 1 durant laquelle Hannah se tue » écrit Netflix dans un communiqué.

## Distinctions
| Année | Prix                                 | Catégorie                                                                   | Nomination                         | Résultat   |
| ----- | ------------------------------------ | --------------------------------------------------------------------------- | ---------------------------------- | ---------- |
| 2018  | 75e cérémonie des Golden Globes      | Meilleure actrice dans une série dramatique                                 | Katherine Langford                 | Nomination |
| 2018  | 22e cérémonie des Satellite Awards   | Meilleure série télévisée dramatique                                        | 13 Reasons Why                     | Nomination |
| 2018  | 22e cérémonie des Satellite Awards   | Meilleure actrice dans une série télévisée dramatique ou une série de genre | Katherine Langford                 | Nomination |
| 2018  | 49e cérémonie des NAACP Image Awards | Meilleur réalisateur pour une série dramatique                              | Carl Franklin (Cassette 5, face B) | Lauréat    |